# Ганьсус
Га́ньсус (лат. Gansus) — род водных птиц, ископаемые остатки которых найдены в аптских отложениях меловой системы на территории провинций Ганьсу и Ляонин (Китай). В род включают 2 вида: Gansus yumenensis и Gansus zheni.

## Описание

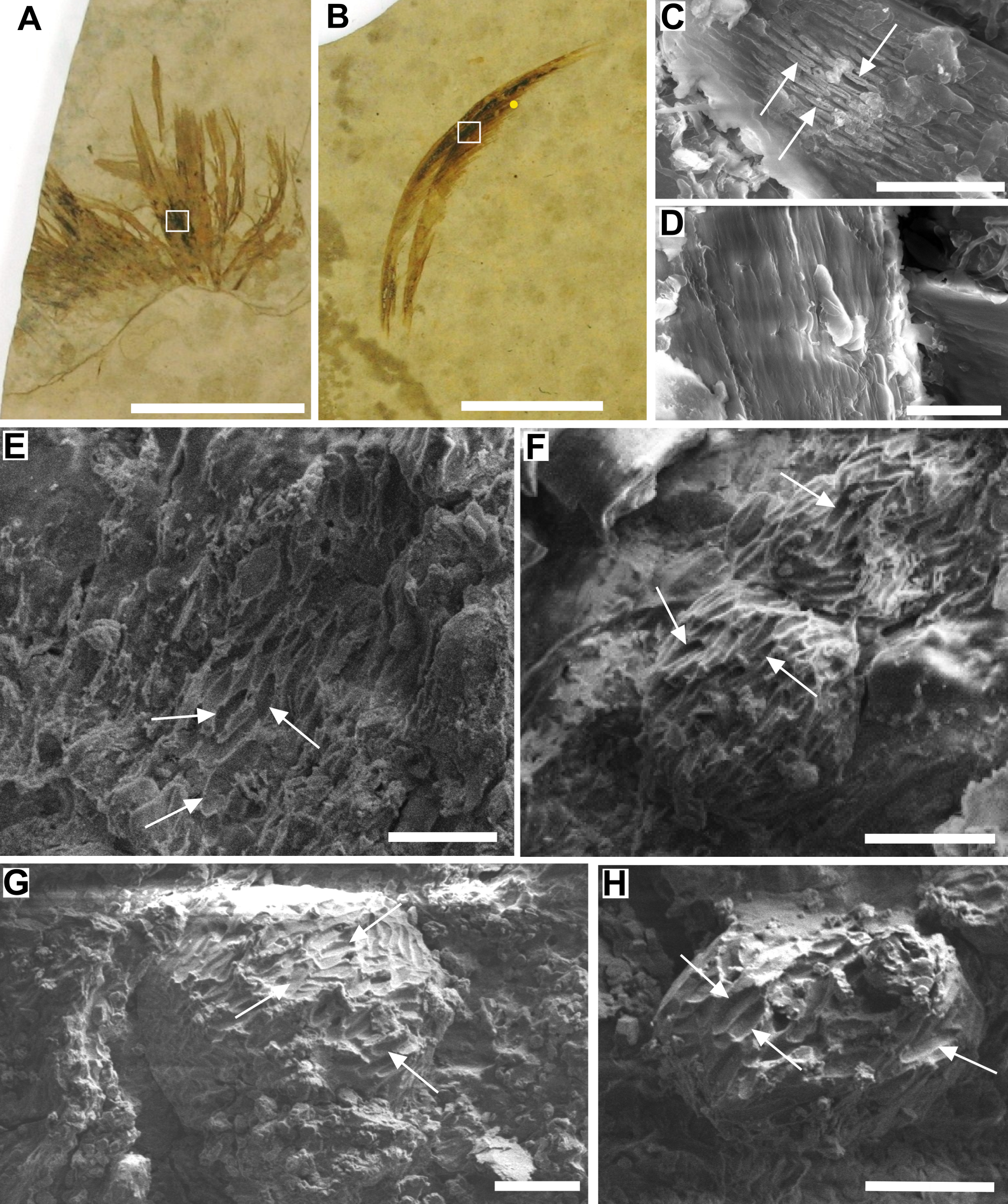
Фотографии, показывающие наличие меланосом и сохранившиеся перья

Долгое время в род ганьсус включали единственный типовой вид Gansus yumenensis, описанный в 1984 году китайскими палеонтологами Л. Хоу и Ц. Лю. Типовой образец IVPP V 6862 состоит из фрагментов левой части тазового пояса. Представители этого вида были размером с голубя и внешне выглядели аналогично современным гагарам и ныркам. Они имели множество особенностей, характерных для современных птиц, но также сохраняли примитивные черты, такие, как когтистые крылья.
В 2014 году командой палеонтологов под руководством Д. Лю был описан ещё один вид ганьсуса — Gansus zheni. Типовым образцом является BMNHC-Ph1342 — полный сочленённый скелет, сохранившийся на плите с видом спереди.
Ископаемые остатки ганьсуса были обнаружены в 1981 году. Ещё пять хорошо сохранившихся окаменелостей были найдены в 2003—2004 годах в формации Сягоу, в аргиллите на месте древнего озера Чангма (провинция Ганьсу). Их тела после смерти попали в бескислородные грязевые наносы, которые перекрылись ильными отложениями. Без кислорода тела не подверглись разложению: образцы сохранили перья и перепонки между пальцами лап. В 2011 году были описаны 9 дополнительных экземпляров на основе сохранившихся элементов грудины и задних конечностей, которые поддерживают гипотезу, что ганьсус был быстрой летающей птицей.
Группа исследователей под руководством Хай-лу Ю в 2006 году пришла к выводу, что анатомические характеристики ганьсуса сходны с таковыми у нелетающих птиц-ныряльщиков, такими, как живший в меловом периоде гесперорнис и современные гагары и поганки. С другой стороны, в 2011 году Й. Ли и его коллеги заключили, что ганьсус напоминал современных уток. Два года спустя Р. Наддс и его коллеги показали, что пропорции длины передних конечностей ганьсуса наиболее схожи с таковыми у стрижей и колибри, в то время как пропорции длины тазового пояса соответствуют современным птицам, показывая сходство с поганками, альбатросами и бакланами. Это говорит о том, что ганьсус был быстрой летающей птицей, способной нырять, используя для этого либо перепончатые лапы, либо крылья и ноги.

## Систематика

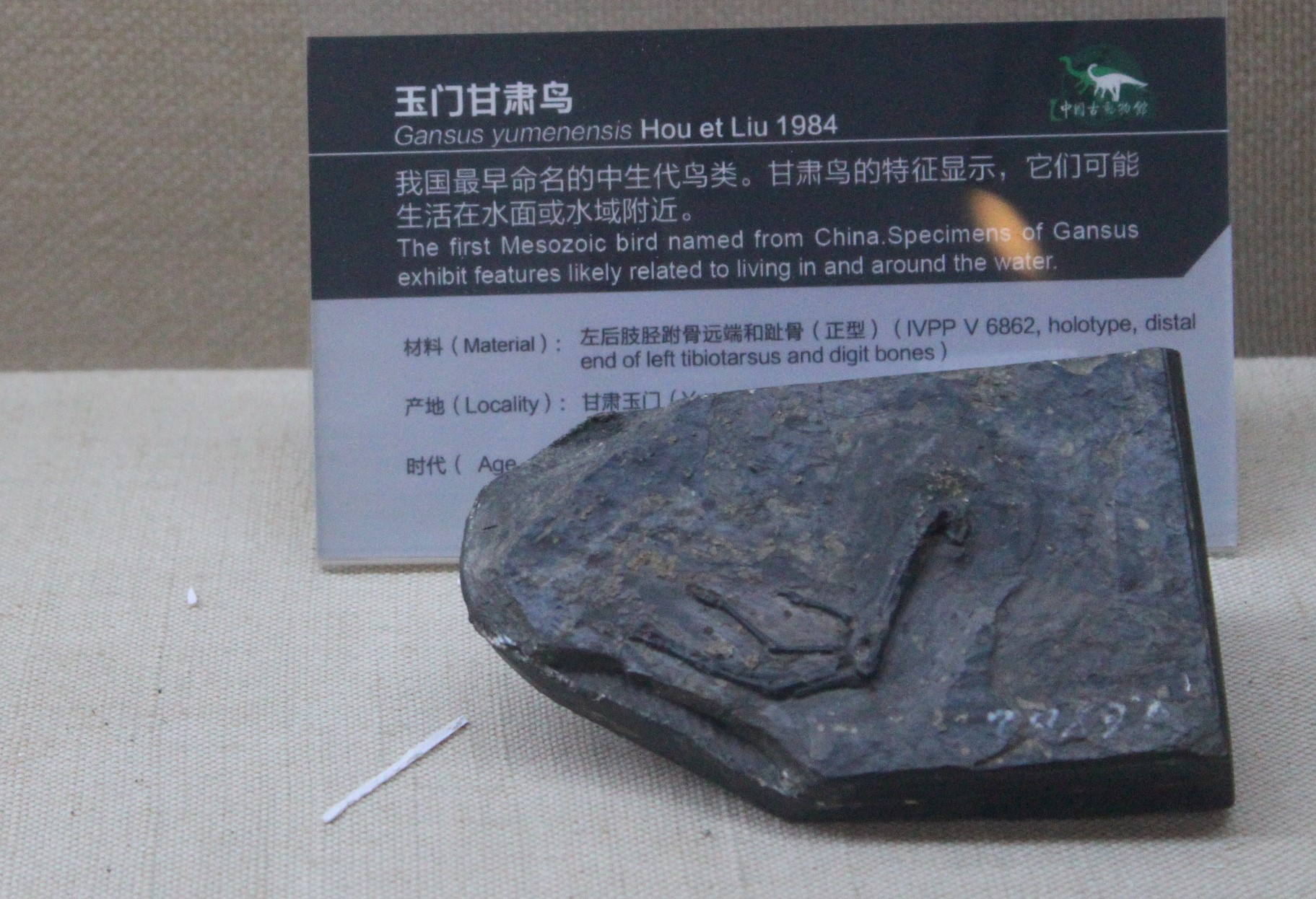
Стопа голотипа в Палеозоологическом музее Китая

Ганьсус был описан как старейший известный представитель клады птицехвостых. Однако, для птицехвостых существует несколько совершенно разных определений. В определении, которое использовали Хай-лу Ю и его коллеги («клада, содержащая всех ныне живущих птиц, а также гесперорниса и ихтиорниса»), ганьсус действительно является старейшим представителем. Тем не менее, несколько птиц из более древней формации Исянь и формации Цзюфотан считаются птицехвостыми под другими определениями. Согласно любому определению, все живые птицы, включая таксоны, столь же разнообразные, как страусы, колибри и орлы, происходят от базальных птицехвостых, многие из которых были полуводными птицами. В настоящее время считается, что все современные птицы произошли от полуводного предка, подобного ганьсусу. Таким образом, хотя ганьсус может и не являться прямым предком современных птиц, он тесно связан с этими предками. Эта гипотеза была подтверждена более поздними филогенетическими исследованиями, в которые включали этот таксон.